# Estación de Salgueirinha
La Estación Ferroviaria de Salgueirinha, también conocida como Estación de Salgueirinha, es una plataforma ferroviaria de la Línea de Vendas Novas, que sirve a la localidad de Foros de Salgueirinha, en el ayuntamiento de Coruche, en Portugal.

## Descripción

### Vías de circulación y plataformas
Tenía, en enero de 2011, dos vías de circulación, ambas con 506 metros de longitud.

## Historia
La Línea de Vendas Novas fue inaugurada el 15 de enero de 1904.